# Učeča se organizacija
Učečo se organizacijo je zasnoval Peter Senge. Učeče se organizacije so tiste, v katerih je omogočeno širjenje znanja z namenom, da dosežejo želene rezultate, v katerih spodbujajo nove vzorce mišljenja, skupinsko delovanje in omogočajo kontinuirano učenje. Sengejev model nenehnega učenja vsebuje pet delnih tehnologij: sistemsko mišljenje, osebno mojstrstvo, mentalne metode, skupno vizijo in timsko učenje. Proces učenja teče v učeči se organizaciji po principu kroga učenja organizacije, ki zajema štiri faze. Te so akcija na ravni posameznika, akcija na ravni organizacije, akcija oziroma odziv okolja in prepričanja posameznikov.

## Razvoj
Skozi konec 20. stoletja in v 21. stoletju je v različnih modelih organizacij, postopoma naraščal pomen horizontalne koordinacije in komunikacije. Učeča se organizacija je dosegla najvišjo stopnjo horizontalne koordinacije, saj so v tej vrsti organizacije  odstranjene vse sledi organizacijske hierarhije. Vzpostavite učeče se organizacije zahteva specifične spremembe na področjih vodenja, strukture, dajanja večjih pooblastil zaposlenim, komunikacij, perceptivne strategije in prilagoditve organizacijske kulture. 
Cilj učeče se organizacije je hitrejše učenje, kot so ga zmožni njeni konkurenti, da pa bi bila organizacija zmožna takega učenja je v njej potrebno razviti razumevanje in proces organizacijskega učenja ter management znanja. Največji izziv  pri vzpostavitvi modela učeče se organizacije v organizacijo je preoblikovanje tacitnega in individualnega znanja v organizacijsko znanje. Ključno je, da tržno vrednost podjetja sestavlja njegov finančni in intelektualni kapital. Sodobne učeče se organizacije gradijo trajne konkurenčne prednosti na znanju in intelektualnemu kapitalu. 

## Lastnosti
Učeča se organizacija optimizira komunikacijo in sodelovanje med svojimi člani, tako da je vsakdo vpet v prepoznavanje in reševanje problemov, kar ji omogoča nenehno eksperimentiranje, izboljševanje in povečanje njenih zmožnosti. nekatere od njenih  značilnosti so enakost,  vsem dostopne informacije, nizka stopnja hierarhije in kultura, ki spodbuja prilagodljivost in sodelovanje, ter s tem porajanje idej pri vseh zaposlenih. Organizacija je tako sposobna hitreje zaznati priložnosti in se spoprijeti s krizami. Na prvo mesto postavlja reševanje problemov, medtem, ko si tradicionalne organizacije prizadevajo predvsem v smeri čim bolj učinkovitega  poslovanja.

### Sistemsko mišljenje
Sistemsko mišljenje pripomore, da na bolj ustvarjalen način dobimo vpogled v vzorce in odnose ali jih spreminjamo z namenom trajne konkurenčne prednosti.

### Osebnostno mojstrstvo
Učenje organizacije je pogojeno z učenjem posameznih zaposlenih. Zaposleni z visoko osebno odgovornostjo se zavedajo pomena nadgrajevanja znanja, saj se zavedajo lastnega pomanjkljivega znanja in nekompetentnosti. Hitro učeči zaposleni  zvišajo konkurenčnost organizacije. Osebnostno mojstrstvo pomaga kontinuirano oblikovati in izpopolnjevati osebno vizijo, razvijati potrpežljivosti in bolj objektivno obravnavati realnost. Osebna odličnost vključuje veliko tehnik in načel. Sestavljena je iz treh pomembnih elementov: osebne vizije, ustvarjalne vizije in zavezanosti resnici.

### Mentalni model
Mentalni modeli so temeljne predpostavke, vrednote, prepričanja, norme in predstave, ki vplivajo na posameznikovo razumevanje realnosti in uresničevanje akcij. Posameznike povezujejo v podoben način razmišljanja in reševanja problemov. Mentalne modele je mogoče spremeniti in tako razviti nove načine videnja in razumevanja realnosti, samo če so organizacije dovolj prilagodljive in odprte okolju.

### Skupna vizija
Skupna vizija posameznike v organizaciji usmerja in jim daje energijo. V tradicionalnih modelih organizacij običajno vizijo določi vodja, kar pa povzroča kontraproduktivnost, saj je velika možnost, da sta si osebna vizija zaposlenega in skupna vizija, ki jo je postavil vodja nasprotni. Zato je za učeče se organizacije značilna skupna izgradnja vizije, v kateri sodelujejo vsi zaposleni.
Skupna vizija pripomore k večji motivaciji zaposlenih za učenje in učinkovito delovanje v organizaciji. Zaposleni ne delujejo v korist organizacije, ker to morajo početi, ampak ker si to želijo. Z vzpostavitvijo skupne vizije se zaposleni zavežejo k skupni sliki organizacije v prihodnosti, ker odseva tudi njihovo osebno vizijo. 

### Skupinsko učenje
Skupinsko učenje Sange obravnava kot proces usklajevanja in razvoja sposobnosti skupine za doseganje željenih rezultatov. Temelji na osebnem mojstrstvu in skupni viziji, ki sta nujna a ne zadostna pogoja za uspešno skupinsko učenje, saj morajo biti zaposleni sposobni sodelovati med seboj, kar pa jim omogoča skupni dialog. Zahteva obvladovanje komunikacijskih postopkov in usklajevanje akcije. Skupinsko učenje ne prinaša le boljših rezultatov organizacije, poleg tega omogoča tudi hitrejši razvoj zaposlenih.

## Cikel organizacijskega učenja
Cikel sestavljajo štiri faze: akcija na ravni posameznika, akcija na ravni organizacije, akcija oziroma odziv okolja ter prepričanja posameznikov. Cikel temelji na konceptu, da se organizacija lahko uči le, ko se učijo njeni posamezni člani. Organizacijsko učenje obravnava kot nenehno učenje organizacij, ko se uveljavljajo v različnih okoljih. Če ima organizacija slabše znanje kot njeni posamezni člani,  to nakazuje na težave v komunikaciji. Okolja se pogosto spreminjajo in organizaciji niso zgolj dana. Managerji lahko okolje organizacije uporabijo za obrambne ali ofenzivne namene ter ga prilagodijo njihovi celoviti strategiji•
Pri analiziranju individualnega učenja pa se pogosto uporablja model učenja s spodbudo in odzivom. Po navadi velja, da spodbuda nastane pred odzivom oziroma ga sproži. Z vidika cikla organizacijskega učenja pa si organizacija lahko izbere okolje in se nato ustrezno odzove na spodbudo iz njega. Če so faze v procesu organizacijskega učenja tesno povezane govorimo o sklenjenem popolnem ciklu učenja. Če so pretrgane, pa govorimo o nepopolnem, in v taki situaciji nastanejo zanimivi pojavi, pomembni za organizacijsko učenje.
Če se cikel pretrga pred spoznanji posameznikov in organizacijami akcijami, individualno učenje skoraj nima učinka na vedenje posameznikov v organizaciji. Če ga  prekinejo ovire pri opredeljevanju vlog in standardne operacijske procedure, učenje v takih situacijah poimenujemo z vlogam ovirano učenje. Kadar se cikel prekine med organizacijskimi akcijami in odzivom okolja, posamezniki znotraj organizacije sicer izvedejo akcije, toda organizacijske akcije ne ustrezajo okolju. V takem primeru imamo opravka s praznovernim učenjem. Kadar je cikel prekinjen med posameznikovimi in organizacijskimi akcijami, vedenje posameznika ne vpliva na organizacijske akcije. V zadnjem primeru je cikel pretrgan v točki med odzivom okolja in spoznanji posameznikov. Organizacije se učijo v negotovih razmerah, posledica pa je, da odzivi okolja ne vplivajo na spoznanja posameznikov•

## Prednosti
- Lažje vzdrževanje inovativnosti in konkurenčnosti.[3]
- Boljša zmožnost prenašanja zunanjih pritiskov okolja.[3]
- Posredovanje znanja, ki omogoča boljšo povezanost dobrin s potrebami potrošnikov.[4]
- Izboljšanje kvalitete proizvodov in storitev.[4]
- Izboljšanje ugleda podjetja, s tem ko postane bolj usmerjeno v ljudi.[4]
- Hitrejša zmožnost uvedbe sprememb znotraj organizacije.[4]

## Vloga vodje v učeči se organizaciji
Sange loči tri skupine vodij: notranji vodja, izvršilni vodja in notranji graditelj mrež
Notranji vodja ima pomembne poslovne odgovornosti, je na čelu organizacijskih enot, ki tvorijo velike korporacije, in je avtonomen. Je zelo inovativen in se spoprijema s pomembnimi izzivi za korporacijo. Njegova ključna vloga sta preizkušanje idej za učenje v praksi in povezovanje novih zmožnosti s poslovnim rezultati. Nato oblikuje proces učenja, v katerem se tako preizkušene veščine prenesejo po celotni organizaciji. Vodja postane učitelj procesov, kredibilnost mu dajejo znanje in izkušnje. Usmerjen je k poslovnim rezultatom.
Izvršilni vodja ima vlogo mentorja notranjih vodij, sprejema končne odločitve in je v celotni organizaciji najbolj viden. Skrbi za stalno učenje in razvija učečo se infrastrukturo.
Notranji graditelj mrež imenovan tudi notranji graditelj skupnosti, je najmanj cenjena vodstvena vloga. Njegov položaj mu ne daje avtoritete, po organizaciji se lahko premika svobodno in skoraj neopazno. Avtoriteta izhaja samo iz jasnosti njegovih idej in moči njegovih prepričanj. Te vodje je težje identificirati,  ker se v organizaciji lahko nahajajo na zelo različnih položajih. Pomagajo usklajevati ljudi in proces učenja ter širijo zamisli. Nimajo pristojnosti, da bi sprožili spremembe v organizacijski strukturi in procesih, zato so najučinkovitejši v sodelovanju z drugima dvema vrstama vodij.

## Učinkovitost
Številni raziskovalci ugotavljajo, da so učinki uvedbe modela učeče se organizacije v organizacije na njihov uspeh minimalni. Shoaib Akhtar, Ahmed Arif, Erum Rubi, Shaheryar Naveed navajajo, da so do takih zaključkov prišli najverjetneje zaradi dejstva, da so zaposleni v raziskovanih organizacijah sicer prakticirali skupinsko učenje, vendar niso dosegli ravni znanja, ki bi jim omogočala samostojno sprejemanje odločitev povezanih z delovanjem organizacije . 
Po ugotovitvah Jacquelyn Lane Taylor pa model učeče se organizacije poveča prevzemanje odgovornosti zaposlenih in medsebojno sodelovanje, kar pozitivno vpliva na klimo v organizaciji..

## Učeče se organizacije v Sloveniji

### Standard USO S-11
Standard USO-S11 je bil celovit pristop za uvedbo koncepta učeče se organizacije v Sloveniji, ki ga je izvajala Gospodarska zbornica Slovenije. Obsegal je tako posamezne korake kot tudi instrumente za uspešno in učinkovito implementacijo navedenega koncepta. 
Njegov namen je bil spodbuditi organizacije k uveljavljanju koncepta učeča se organizacija kot enega od pristopov za doseganje večje konkurenčnosti in poslovne odličnosti. Prav tako je bil njegov namen ozaveščati o pomenu celovitega in sistemskega vodenja organizacije, razvoja človeških virov, znanja, nenehnega učenja in inovativnosti.
Zaradi majhnega interesa slovenskih podjetij za pridobivanje Standarda USO S-11, Gospodarska zbornica Slovenije ne izvaja več pridobitvenega postopka za Standard USO S-11. Standard je v Sloveniji pridobilo le eno podjetje.